# Храковский, Виктор Самуилович
Ви́ктор Самуи́лович Храко́вский (род. 20 ноября 1932, Ленинград) — советский и российский лингвист, один из лидеров Петербургской типологической школы, доктор филологических наук (1973), профессор (1991). Главный научный сотрудник лаборатории типологического изучения языков Института лингвистических исследований РАН.
Труды по грамматической и синтаксической типологии, арабскому и русскому языкам.

## Биография
Мать, капитан медицинской службы, в годы войны работала в военном госпитале. Отец — юрист, «довольно известный в Ленинграде». Школу окончил с медалью.
Окончил арабское отделение Восточного факультета Ленинградского университета (1955); по распределению работал в Алма-Ате. Защитил кандидатскую диссертацию «Видовременные отношения в системе личных форм арабского глагола» (1961). С 1961 — в Институте лингвистических исследований РАН, сотрудник группы структурно-типологического изучения языка (под рук. А. А. Холодовича). Докторская диссертация «Проблемы деривационной синтаксической теории и вопросы синтаксиса арабского языка» (1973). Вспоминал, что ему «не давали защищать докторскую ни в Москве, ни в Ленинграде», и тогда Георгий Васильевич Церетели организовал ему защиту в Тбилиси.
Главный научный сотрудник (с 1991), руководитель группы (1971—2017), впоследствии Лаборатории типологического изучения языков ИЛИ РАН. Также преподаёт на восточном и филологическом факультетах СПбГУ. Член правления Петербургского лингвистического общества, входит в состав Грамматической комиссии при Международном комитете славистов.
В 2014 году удостоен Премии им. С. Ф. Ольденбурга, вручаемой Правительством Санкт-Петербурга и Санкт-Петербургским научным центром РАН.
Супруга — Мария Григорьевна Храковская, логопед, кандидат психологических наук.

## Вклад в науку
Основные работы — по грамматической системе арабского языка и типологии глагольных категорий; внёс существенный вклад в описание залоговых конструкций в языках мира и понимание грамматической природы залога. Автор (совм. с А. П. Володиным) первого масштабного типологического описания категории императива. Под руководством В. С. Храковского было подготовлено большое количество изданий — в том числе 6 коллективных сборников, содержащих результаты типологического исследования различных глагольных категорий в соответствии с программой Петербургской типологической школы.

## Основные работы
- Очерки по общему и арабскому синтаксису. М., 1973.
- Семантика и типология императива. Русский императив. Л.: Наука, 1986 (совместно с А. П. Володиным). Переиздано: М.: Едиториал УРСС, 2001/2002.
- Теория языкознания. Русистика. Арабистика. СПб., 1999.

### Работы, выпущенные под его редакцией
- Проблемы лингвистической типологии и структуры языка. Л., 1977.
- Залоговые конструкции в разноструктурных языках. Л., 1981.
- Типология конструкций с предикатными актантами. Л., 1985.
- Типология итеративных конструкций. Л., 1989.
- Типология императивных конструкций. СПб., 1992.
- Типология условных конструкций. СПб., 1998.
- Типология уступительных конструкций. СПб., 2004.
- 40 лет Санкт-Петербургской типологической школе. М., 2004.
- Эвиденциальность в языках Европы и Азии: Сборник статей памяти Н. А. Козинцевой. СПб., 2007.
- Типология таксисных конструкций. М., 2009.
- Таксис в славянских языках. Типологический анализ. В двух томах / Отв. ред. В. С. Храковский, А. Барентсен. — М.: Издательский Дом ЯСК, 2024.

## Фестшрифты
- Типология. Грамматика. Семантика: К 65-летию В. С. Храковского / Ред. Н. А. Козинцева, А. К. Оглоблин. СПб.: Наука, 1998. — 350 с.
- Типологические обоснования в грамматике: к 70-летию проф. В. С. Храковского / Редкол.: А. П. Володин и др. М.: Знак, 2004. — 520 с.
- Studia typologica octogenario Victori Khrakovskij Samuelis filio dedicata / Ред. С. Ю. Дмитренко, Н. М. Заика. СПб.: Наука, 2014. (Труды Института лингвистических исследований РАН. Т. 10. Ч. 3.)
- Сборник статей к 85-летию В. С. Храковского / Ред. Д. В. Герасимов, С. Ю. Дмитренко, Н. М. Заика. М.: Языки славянских культур, 2019.
- Opuscula linguistica Magistro sapientissimo dedicata. Сборник статей к 90-летию Виктора Самуиловича Храковского / Д. В. Герасимов, С. Ю. Дмитренко, Н. М. Заика, С. С. Сай (ред.). СПб.: ИЛИ РАН, 2022. — 260 с. — ISBN 978-5-6047998-8-8.